# André Defline
André Louis Joseph Ghislain Defline (né le 19 avril 1876 à Bruay-sur-l'Escaut et mort le 8 mars 1945 à Billy-Montigny) est un ingénieur du Corps des mines. Il dirigea les Mines domaniales de la Sarre, puis les Mines de Courrières, la plus importante entreprise houillère de France.

## Biographie
Fils de Noémie Chappuy et Joseph Defline (administrateur de société, maire de Bruay-sur-l’Escaut, conseiller général du Nord). Petit-fils du maître verrier Louis Chappuy.
Joseph Defline prit une part importante dans l’instruction de son fils. Il l’envoie à Paris au lycée Louis le Grand afin de préparer Polytechnique. Il entre à Polytechnique (promotion X1896) classé deuxième. Il sera major en 1897 et deuxième en 1898. Il effectue son service militaire en 1898-1899 à l'Ecole d'application d'artillerie de Fontainebleau puis poursuit ses études à l’École nationale supérieure des mines (major les trois années),. Il est diplômé en 1902.
Il commence sa carrière comme Ingénieur Responsable du sous-arrondissement d'Alès (1902-1904) et de Valenciennes (1904-1912). Il participe aux opérations de sauvetage lors des catastrophes de Courrières (1906). Il dirige les opérations de sauvetage de la catastrophe de Clarence (1912). Pour son dévouement, il est félicité par Jean Dupuy, ministre des travaux publics, et sera cité à l'Ordre du Corps des Mines.
En 1912, il est Directeur du service des appareils à vapeur de la Seine et par arrêté du 8 décembre 1913, il est nommé professeur suppléant du cours de législation assuré par le professeur Paul Louis Weiss à l'École nationale supérieure des mines de Paris. Il est chargé, en cette qualité, d'une des trois leçons par semaine que comporte ce cours. À partir de mai 1914, il devient membre de la commission permanente des recherches scientifiques sur le grisou et les explosifs employés dans les mines.
Pendant la Guerre, il est affecté le 1er septembre 1914 comme commandant à la manufacture d'Armes de Saint-Étienne. Il y termine à la fin de la guerre comme lieutenant-colonel et sous directeur. 
Le 2 septembre 1918, il est nommé directeur des Mines. 
À la suite du traité de Versailles, la gestion et l’exploitation des Mines Domaniales de la Sarre (Allemagne) sont confiés à la France en compensation des destructions par les Allemands des mines du nord de la France. Le 11 janvier 1920, il est nommé directeur général des Mines Domaniales de la Sarre.
Pendant ses fonctions, ses qualités y sont révélées. André Defline s’impose d’emblée par ses compétences, son sens de l'organisation et d'éminentes qualité de méthode. Ses ingénieurs l’ont dénommés le « Jupiter olympien ».
La gestion des Mines Domaniales de la Sarre se révèle bénéfique, puisque lorsqu’André Defline donne sa démission en 1929, il laisse un excédent de recettes, tout en ayant préparé le gisement pour les années à venir. Le rendement par jour et par ouvrier est accru. Les records de production sont battus pour être amenés à 13.6 millions de tonnes en 1927. Les rendements, les conditions de travail et de sécurité des ouvriers sont améliorés. En 1926, les bénéfices permettent de payer des travaux neufs et de multiplier par 14 le fonds de roulement,.
En 1929, André Defline est nommé directeur général de la plus importante entreprise houillère de France : les Mines de Courrières. À cette époque la Compagnie des Mines de Courrières est la dixième capitalisation des sociétés françaises (1.3 milliard).
En plus de ses fonctions de directeur général, André Defline est président de la Chambre des Houillères (Syndicat patronal des compagnies minières du Nord de la France), et président du Comptoir des Mines (chargé de la centralisation des ventes de charbon).
Ses nominations interviennent dans une période difficile : krach de 1929, récession de 1925 à 1939 du marché charbonnier face au pétrole et l’énergie hydraulique, Seconde Guerre mondiale, nationalisation de 1944.
Cela ne l’empêche pas de faire conforter aux Mines de Courrières sa place de numéro un des compagnies houillères. Mais les dividendes subissent une division par deux. Pour faire face, André Defline adopte une nouvelle stratégie financière en 1932 en doublant le capital par des emprunts.
En 1938, la Compagnie produit 3.4 millions de tonnes de houille et 332 537 tonnes de coke ; elle emploie 15 941 employés et ouvriers, possède 9 316 logements, seize écoles recevant 4 211 élèves et une école ménagère.
Les mines françaises sont affaiblies par la guerre, le gouvernement décide de nationaliser toutes les mines.
André Defline restera directeur général des Mines de Courrières, président de la Chambre des Houillères, président du Comptoir des Mines jusqu’à la nationalisation des mines (Ordonnance du 11 octobre 1944).
Cet événement l’aura épuisé, il meurt le 8 mars 1945.
Les Mines de Courrières restera la plus importante entreprise houillère de France jusqu’à sa nationalisation.

## Distinctions
- 1912 : Citation à l'Ordre du Corps des Mines
- 1917 : Chevalier de la Légion d'Honneur (titre militaire)[12]
- 1922 : Officier de la Légion d'Honneur (titre civil) [7],[12]
- 1923 : Prix Joseph Labbé (décerné aux pionniers de la géologie appliquée - Académie des Sciences) [13]
- 1931 : Prix Léonard Danel (Société des Sciences de Lille)[14]